# U17-es női Afrikai nemzetek kupája
Az U17-es női Afrikai nemzetek kupája (angolul: African U-17 Cup of Nations for Women) egy a CAF által kiírt nemzetközi női labdarúgótorna, amit 2008 óta rendeznek meg, a 17 éven aluli női labdarúgók számára.
A sorozat egyben selejtező is a U17-es női labdarúgó-világbajnokságra.
A legeredményesebb csapat Nigéria és Ghána 5-5 győzelemmel.

## Eredmények

### U17-es női Afrika bajnokság
| 2008 Részletek | hazai és idegenbeli | · Nigéria | [ 1 ] | · Ghána | · Kamerun | · Kamerun | · Kamerun |

1. ↑  Csoportkör

### Afrikai U17-es női világbajnoki selejtezőtorna
| 2010 Részletek | hazai és idegenbeli | · Ghána | és | · Nigéria | · Dél-afrikai Köztársaság | 1 – 0 1 – 1 | · Tunézia |

| 2012 Részletek    | hazai és idegenbeli | · Gambia  | 1 – 0 2 – 1 | · Tunézia           | · Ghána   | 0 – 0 5 – 1 | · Dél-afrikai Köztársaság | · Nigéria | 2 – 1 5 – 0 | · Zambia                  |
| 2013 Részletek    | hazai és idegenbeli | · Ghána   | 2 – 0 3 – 2 | · Egyenlítői-Guinea | · Nigéria | n.r.m       | · Dél-Szudán              | · Zambia  | 3 – 3 3 – 1 | · Dél-afrikai Köztársaság |
| 2015–16 Részletek | hazai és idegenbeli | · Kamerun | 2 – 1 4 – 0 | · Egyiptom          | · Ghána   | 4 – 0 6 – 0 | · Marokkó                 | · Nigéria | 6 – 0 1 – 0 | · Dél-afrikai Köztársaság |

- b.u. - büntetők után
- n.r.m. - nem rendezték meg